# Alexandra Ogilvy

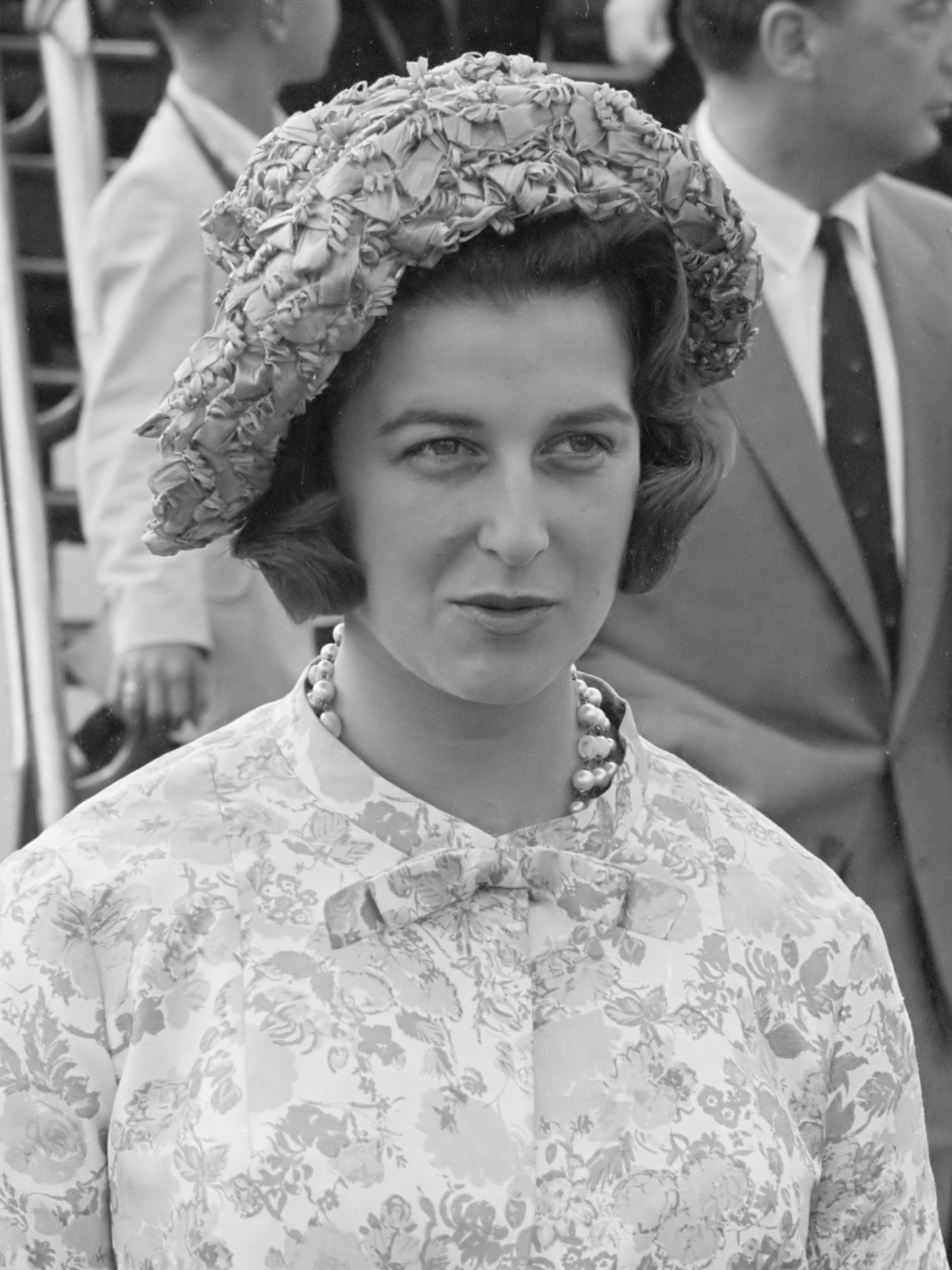
Prinzessin Alexandra (1961)

HRH Princess Alexandra Helen Elizabeth Olga Christabel, Lady Ogilvy KG DGVO (* 25. Dezember 1936 in London) ist als Enkelin von König George V. ein Mitglied des britischen Königshauses. Sie ist eine Cousine von Königin Elisabeth II. und eine Tante zweiten Grades von König Charles III.

## Leben

### Kindheit und Ausbildung

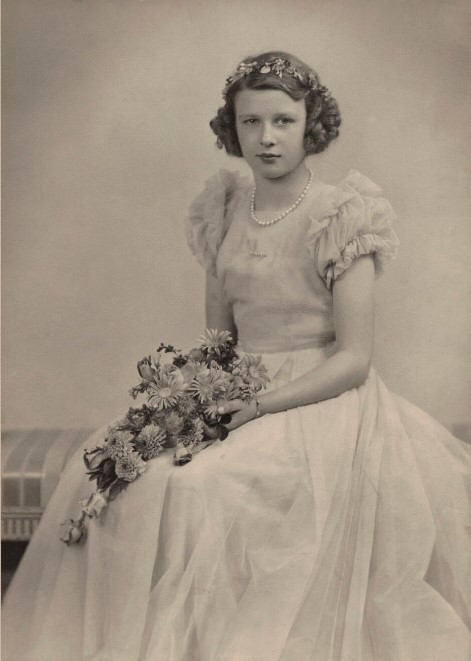
Prinzessin Alexandra (1947)

Princess Alexandra of Kent wurde am 25. Dezember 1936 als zweites Kind von Prince George, 1. Duke of Kent, und Prinzessin Marina von Griechenland und Dänemark in London geboren. Ihre Mutter war eine Cousine von Prinz Philip. Alexandra verlor ihren Vater bereits im Alter von fünf Jahren, als dieser im Zweiten Weltkrieg bei einem Flugzeugabsturz ums Leben kam. Ihre Geschwister sind Edward, 2. Duke of Kent (* 1935), und Prince Michael of Kent (* 1942).
Sie wurde am 9. Februar 1937 in der Privatkapelle des Buckingham Palace vom Erzbischof von Canterbury Cosmo Gordon Lang getauft. Ihre Paten waren der Bruder ihres Vaters König Georg VI. sowie dessen Ehefrau Elizabeth, Karl Theodor Graf von Toerring-Jettenbach, Alexander Cambridge, 1. Earl of Athlone, Königin Maud von Norwegen, Prinz Nikolaus von Griechenland, Prinzessin Olga von Griechenland und Prinzessin Beatrice von Großbritannien und Irland.
Einen Großteil ihrer Kindheit verbrachte Alexandra im Landhaus Coppins ihrer Eltern in Ives, Buckinghamshire. Während des Zweiten Weltkrieges lebte sie bei ihrer Großmutter Königin Maria, der Witwe von König Georg V., in Badminton House in Gloucestershire. Sie war die erste britische Prinzessin, die eine öffentliche Schule besuchte, die Heathfield School in Ascot. Außerdem studierte sie in Paris und wurde am Great Ormond Street Hospital in London ausgebildet.
1946 war sie eine der Brautjungfern auf der Hochzeit von Lord Brabourne und Lady Patricia Mountbatten, ebenso wie ein Jahr später bei der Hochzeit ihrer Cousine Prinzessin Elisabeth und 1962 bei der Hochzeit von Juan Carlos von Spanien und ihrer Cousine zweiten Grades, Prinzessin Sophia von Griechenland und Dänemark.

### Ehe und Familie
Am 24. April 1963 heiratete Prinzessin Alexandra selbst in der Westminster Abbey in Anwesenheit der gesamten königlichen Familie Angus Ogilvy, den zweiten Sohn von David Ogilvy, 12. Earl of Airlie. Ogilvy lehnte die von der Königin angebotene Erhebung zum Earl ab und blieb somit bürgerlich, da im Vereinigten Königreich jeweils nur die Titelträger selbst adlig sind, nicht jedoch ihre Angehörigen. Seit ihr Gatte 1989 als Knight Commander des Royal Victorian Order („Sir“) in den persönlichen Adelsstand erhoben wurde, führt Alexandra als dessen Gattin den Höflichkeitstitel „Lady Ogilvy“.
Aus der Verbindung gingen zwei Kinder hervor, die wie ihr Vater nicht adlig sind, da Titel in der Regel nur über den Vater weitergegeben werden. Sie nehmen anders als ihre Mutter keine öffentlichen Aufgaben wahr.
1. James Robert Bruce Ogilvy (* 29. Februar 1964 in Thatched House Lodge, Surrey) ist seit dem 30. Juli 1988 mit Julia Caroline Rawlinson (* 28. Oktober 1964 in Cambridge, England) verheiratet. Das Paar hat zwei gemeinsame Kinder:
  1. Flora Alexandra Ogilvy (* 15. Dezember 1994 in Edinburgh)
  2. Alexander Charles Ogilvy (* 12. November 1996 in Edinburgh)
2. Marina Victoria Alexandra Ogilvy (* 31. Juli 1966 in Thatched House Lodge, Surrey) hatte am 2. Februar 1990 Paul Mowatt (* 28. November 1962 in Hendon) geheiratet. Das Paar wurde am 4. Dezember 1997 geschieden. Das Paar hat zwei gemeinsame Kinder:
  1. Zenouska May Mowatt (* 26. Mai 1990 in London)
  2. Christian Alexander Mowatt (* 4. Juni 1993 in London)

Alexandras Ehemann, Sir Angus Ogilvy, starb 2004 an Kehlkopfkrebs. Die Prinzessin lebt seitdem allein in Thatched House Lodge, einer königlichen Residenz im London Borough of Richmond upon Thames, die vom Ehepaar nach seiner Heirat von der Krone angemietet wurde.

## Öffentliche Aufgaben

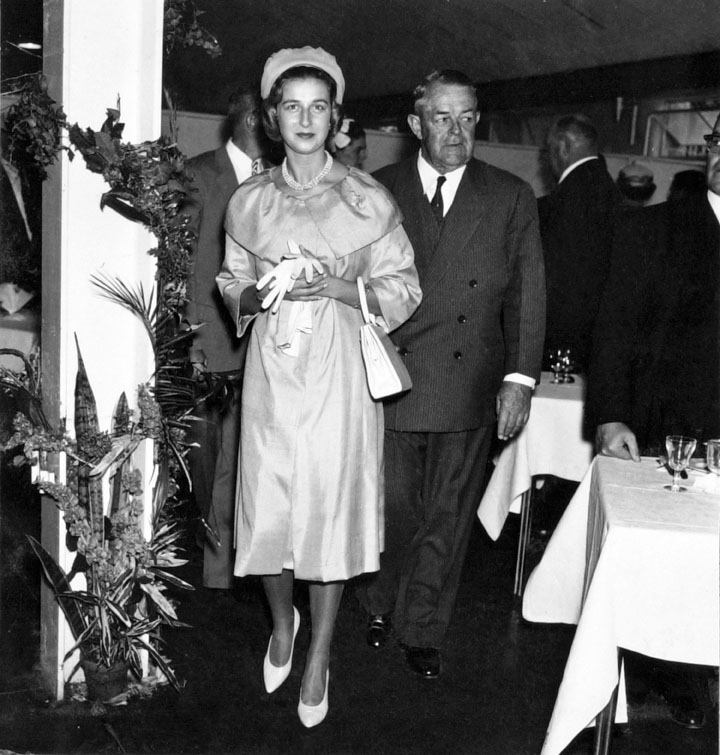
Prinzessin Alexandra während eines Besuchs in Australien (1959)

Seit Ende der 1950er-Jahre nahm Prinzessin Alexandra für Königin Elizabeth Aufgaben in der Öffentlichkeit wahr. Dazu gehörten auch Auslandsreisen insbesondere in Commonwealth-Staaten. So repräsentierte sie die Königin bei den Feiern zur Unabhängigkeit von Nigeria im Jahre 1960.
Außerdem ist sie Schirmherrin einer Vielzahl von Organisationen im Vereinigten Königreich. Ihre Schwerpunkte liegen dabei auf dem Gebiet der Medizin. Von 1964 bis 2005 war sie Kanzlerin der Lancaster University, die ihr eine Ehrendoktorwürde für Musik verliehen hat.
Wie fast alle Mitglieder der Königsfamilie ist Prinzessin Alexandra Colonel-in-Chief einer größeren Anzahl von Einheiten aller Teilstreitkräfte im Vereinigten Königreich und in anderen Staaten des Commonwealth.

## Titulaturen

Wappen der Princess Alexandra, Lady Ogilvy

- Her Royal Highness Princess Alexandra of Kent (25. Dezember 1936 – 24. April 1963)
- Her Royal Highness Princess Alexandra, The Honourable Mrs Angus Ogilvy (24. April 1963 – 31. Dezember 1989)
- Her Royal Highness Princess Alexandra, The Honourable Lady Ogilvy (seit dem 31. Dezember 1989)

Ihr vollständiger Titel lautet: Her Royal Highness Princess Alexandra Helen Elizabeth Olga Christabel of Kent, The Honourable Lady Ogilvy, Royal Lady of the Most Noble Order of the Garter, Dame Grand Cross of the Royal Victorian Order

## Orden und Ehrenzeichen
| Jahr | Staat                  | Orden/Ehrenzeichen                       | Klasse                 |
| ---- | ---------------------- | ---------------------------------------- | ---------------------- |
| 1951 | Vereinigtes Königreich | Royal Family Order of King George VI     |                        |
| 1952 | Vereinigtes Königreich | Royal Family Order of Queen Elizabeth II |                        |
| 1960 | Vereinigtes Königreich | Royal Victorian Order                    | Dame Grand Cross       |
| 2003 | Vereinigtes Königreich | Hosenbandorden                           | Royal Knight Companion |
| 2002 | Vereinigtes Königreich | Queen Elizabeth II Golden Jubilee Medal  |                        |
| 2012 | Vereinigtes Königreich | Queen Elizabeth II Diamond Jubilee Medal |                        |
| 1972 | Kanada                 | Canadian Forces Decoration               |                        |